# Syrská poušť

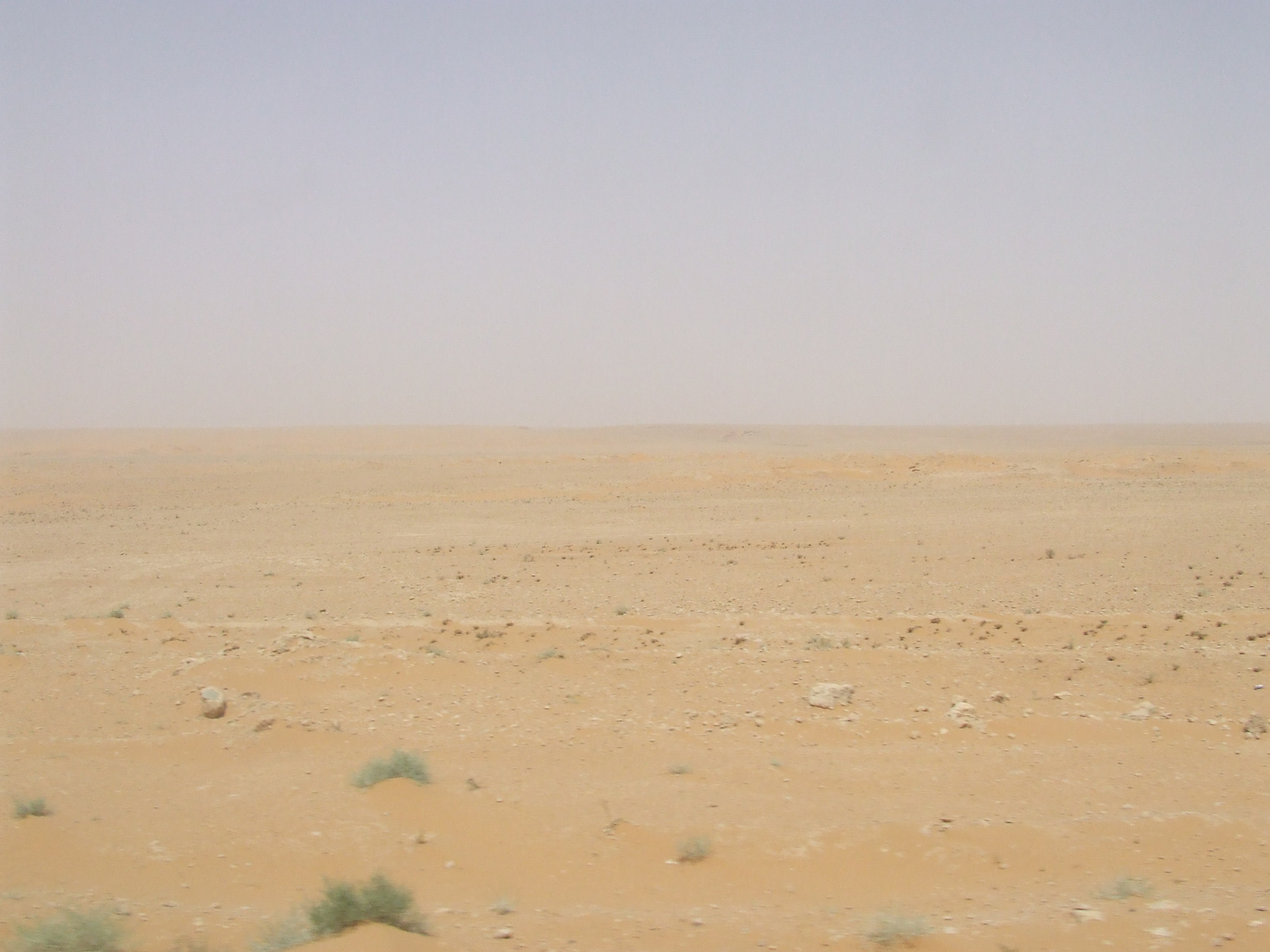
Syrská poušť v Sýrii

Syrská poušť (arabsky بادية الشام‎ – bádijat aš-šám) je oblast pouště a suché stepi na severozápadě Arabského poloostrova jihovýchodně od oblasti úrodného půlměsíce. Zabírá téměř dvě třetiny Sýrie (v její oáze leží i syrské hlavní město, Damašek) a dále zasahuje do východní části Jordánska, západní části Iráku a severozápadu Saúdské Arábie. Směrem od úrodného půlměsíce na jihovýchod se její charakter mění ze suché stepi na prakticky bezsrážkovou poušť.
Na západě ji ohraničuje údolí Orontu, na severovýchodě údolí Eufratu.